# Mina Diana (Loza)
Mina Diana (Loza), también llamado Coto Minero Diana y minas de Loza, es una antigua explotación a cielo abierto de asfaltos naturales que se encuentra en el concejo de Loza, perteneciente al municipio de Peñacerrada, en la cuadrilla de Montaña Alavesa de Álava. Estuvo operativa durante la segunda mitad del s. XIX y primera mitad del XX.

## Localización
Se encuentra al Este de la localidad de Loza,  en la Zona Periférica de Protección de las "Sierras Meridionales de Álava", junto al GR-1 en el tramo que une las localidades de Pipaón y Peñacerrada.

## Historia
Según la "Memoria Técnica anexa al Convenio entre el Departamento de Medio Ambiente y Urbanismo de la Diputación Foral de Álava y el Departamento de Desarrollo Económico e Infraestructuras del Gobierno Vasco para la recuperación de los paisajes mineros de asfaltos naturales de la Montaña Alavesa" las primeras actividades relacionadas con la explotación de asfaltos naturales en mina Diana comenzaron en 1855. Sin embargo en la página 219 del libro "Descripciones de Álava", escrito por Ricardo Becerro de Bengoa en 1880 y publicado en Vitoria en 1918 se afirma que mina Diana fue descubierta por el capitán Miguel Becerro en 1857.

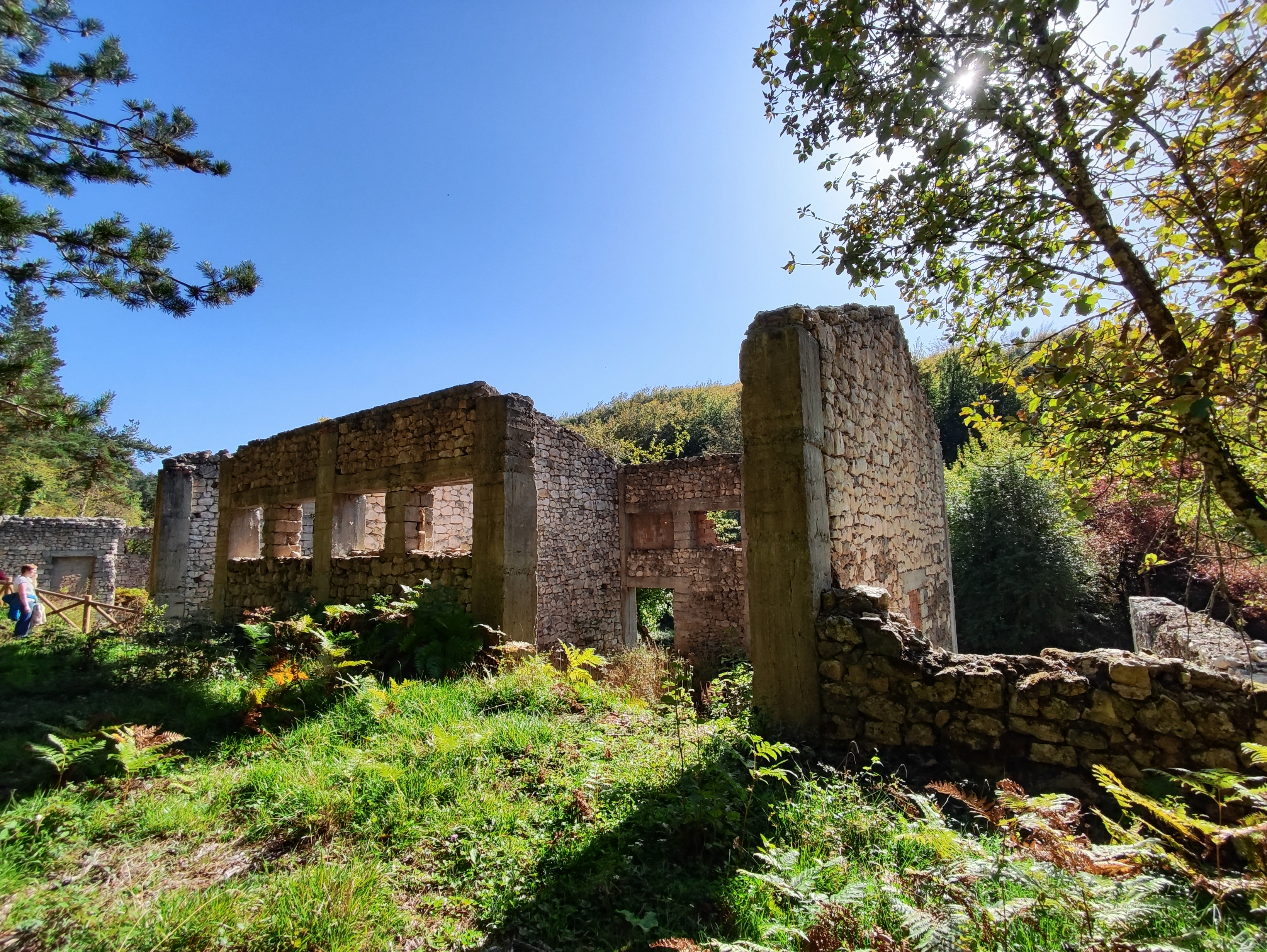
Restos de las ruinas de las instalaciones de la fábrica de asfalto natural.

En 1858 Blas Viana, vecino de Peñacerrada, constituyó varias sociedades mineras para la explotación de minas, entre las que se encontraba mina Diana, cediendo varias de ellas a Juan Prim, Conde de Reus.
La explotación contó con una fábrica para el procesado de la roca asfáltica y elaboración del asfalto, propiedad de Joaquín Iglesias, que fue desmantelada en el año 1921 y llevada a la localidad riojana de Briones.La fábrica de asfalto de mina Diana contaba en 1918, antes de su traslado a Briones con unas instalaciones formadas por 10 edificios y trabajaban en ella 14 obreros. En estas instalaciones se producían panes de asfalto y polvo asfáltico. A comienzos de los años 50, tanto la explotación minera como la fábrica de Briones seguían activas.

## Recuperación y puesta en valor

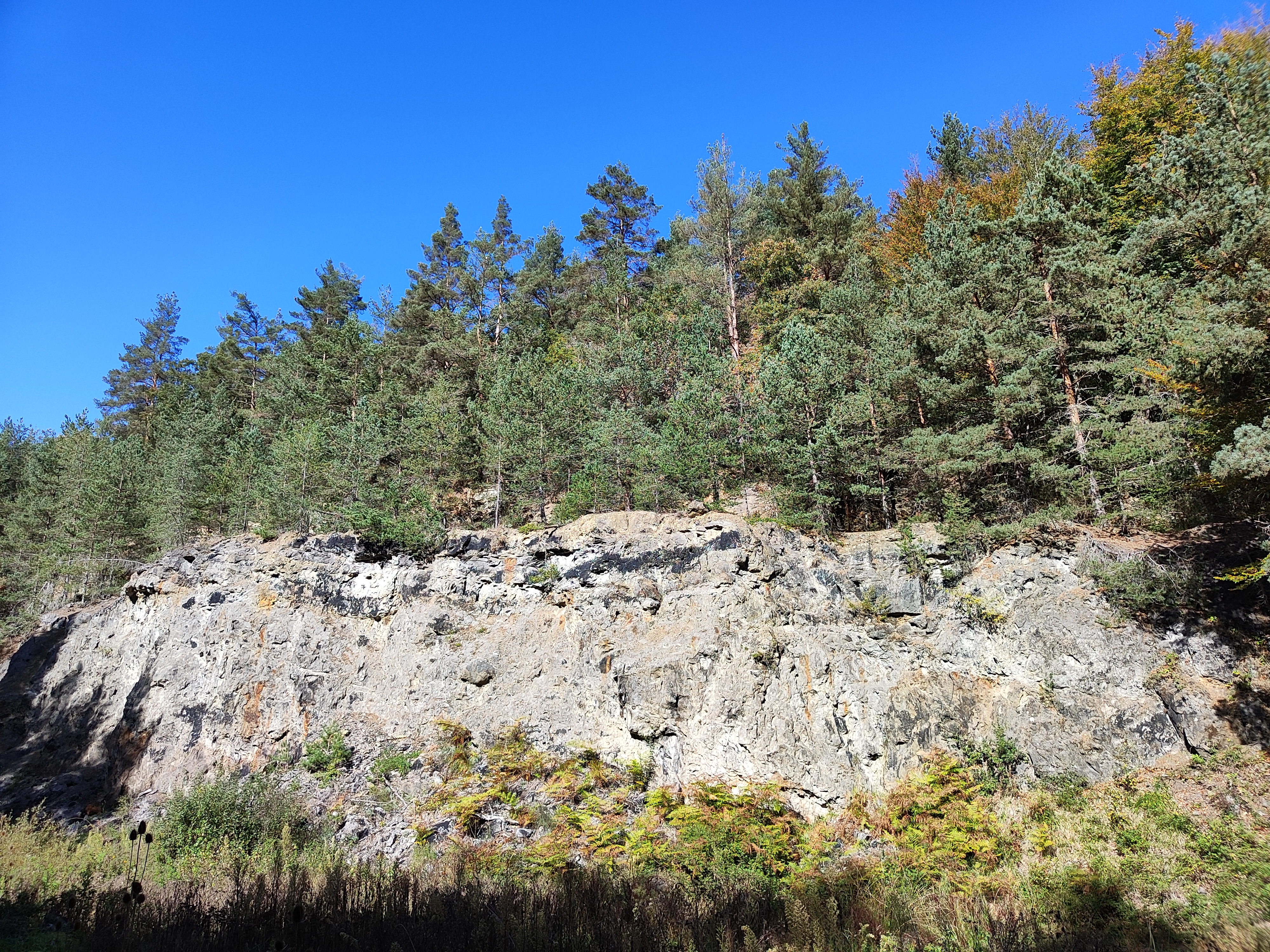
Antigua zona de extracción de asfalto natural.

En el año 2020 la Diputación Foral de Álava y el Gobierno Vasco ponen en marcha el proyecto para la recuperación de los paisajes mineros de asfalto naturales de Montaña Alavesa con el fin de recuperar algunas de estas zonas para el uso público y actividades turísticas. Uno de los espacios mineros destacados en la memoria de este proyecto junto con Mina Lucía y el ámbito minero de Leorza-Cicujano es el coto minero Diana, en el que existen afloramientos de vetas de asfalto en los taludes de roca expuesta de las antiguas zonas de extracción.